# Batalla del Lago Pontchartrain
La batalla del Lago Pontchartrain fue un enfrentamiento naval ocurrido el 10 de septiembre de 1779 entre las flotas aliadas hispano-estadounidense, dirigida por el capitán William Pickles, y la británica, en el contexto de la guerra de Independencia de los Estados Unidos. El encuentro, librado en las aguas del lago Pontchartrain, se saldó con una victoria aliada y la rendición el 16 de octubre del mismo año de las fuerzas británicas entre la actual Lacombe y el río Tangipahoa.